# Acanthoderes parvimacula
Acanthodere parvimacula es una especie de escarabajo del género Acanthoderes, familia Cerambycidae. Fue descrita científicamente por Zajciw en 1964.
Se distribuye por Brasil. Posee una longitud corporal de 12-14,5 milímetros. El período de vuelo de esta especie ocurre únicamente en el mes de noviembre.